# Kirill Sosunov
Kirill Olegovič Sosunov (in russo Кирилл Олегович Сосунов?; Rjazan', 1º novembre 1975) è un ex lunghista e bobbista russo.

## Biografia

### Atletica leggera
Sosunov ha praticato l'atletica leggera per lunga parte della sua carriera sportiva conseguendo importanti risultati. Specialista nel salto in lungo, è stato campione europeo a Budapest 1998, medaglia di bronzo mondiale ad Atene 1997 e medaglia d'argento ai mondiali indoor di Parigi 1997. Ha inoltre partecipato a due olimpiadi non qualificandosi per la finale sia a Sydney 2000 che ad Atene 2004 (in entrambe le occasioni fu sedicesimo in qualificazione). Completano il suo palmarès un oro all'Universiade di Fukuoka 1995 e un argento agli europei under 23 di Turku 1997.

### Bob
Passò al bob all'età di 30 anni, nel 2005 come frenatore per la squadra nazionale russa ed esordì in Coppa del Mondo all'avvio della stagione 2005/06, il 10 dicembre 2005 a Igls dove si piazzò al 21º posto nel bob a due in coppia con Evgenij Popov; colse il suo unico podio l'11 febbraio 2007 a Cesana Torinese, terzultima tappa della stagione 2006/07, quando fu secondo nel bob a quattro con Popov, Dmitrij Stëpuškin e Aleksej Selivërstov. Dal 2006/07 ha inoltre iniziato a gareggiare anche in Coppa Europa ottenendo un totale di due podi in carriera (due terzi posti) nel bob a quattro.
Prese parte ai campionati mondiali di Sankt Moritz 2007 piazzandosi 17º nel bob a quattro con Dmitrij Abramovič, Aleksej Andrjunin e Aleksej Selivërstov. Ha disputato la sua ultima gara il 21 gennaio 2010 a Sankt Moritz durante una tappa della Coppa Europa 2009/10, nel bob a due con Aleksej Gorlačëv.

## Palmarès

### Atletica leggera
| Anno                           | Manifestazione    | Sede      | Evento         | Risultato            | Prestazione | Note                          |
| ------------------------------ | ----------------- | --------- | -------------- | -------------------- | ----------- | ----------------------------- |
| In rappresentanza della Russia |                   |           |                |                      |             |                               |
| 1994                           | Mondiali juniores | Lisbona   | Salto in lungo | Qualificazione (28º) | 7,12 m      |                               |
| 1995                           | Mondiali          | Göteborg  | Salto in lungo | Qualificazione       | nm          |                               |
| 1995                           | Universiadi       | Fukuoka   | Salto in lungo | Oro                  | 8,21 m      |                               |
| 1996                           | Europei indoor    | Stoccolma | Salto in lungo | 7º                   | 7,87 m      |                               |
| 1997                           | Mondiali indoor   | Parigi    | Salto in lungo | Argento              | 8,41 m      | Miglior prestazione personale |
| 1997                           | Europei under 23  | Turku     | Salto in lungo | Argento              | 8,30 m      |                               |
| 1997                           | Mondiali          | Atene     | Salto in lungo | Bronzo               | 8,18 m      |                               |
| 1998                           | Goodwill Games    | Uniondale | Salto in lungo | 7º                   | 7,30 m      |                               |
| 1998                           | Europei           | Budapest  | Salto in lungo | Oro                  | 8,28 m      |                               |
| 2000                           | Giochi olimpici   | Sydney    | Salto in lungo | Qualificazione (16º) | 7,97 m      |                               |
| 2002                           | Europei indoor    | Vienna    | Salto in lungo | 5º                   | 8,02 m      |                               |
| 2004                           | Mondiali indoor   | Budapest  | Salto in lungo | 7º                   | 8,16 m      |                               |
| 2004                           | Giochi olimpici   | Atene     | Salto in lungo | Qualificazione (16º) | 7,94 m      |                               |

### Bob

#### Coppa del Mondo
- 1 podio (nel bob a quattro):
  - 1 secondo posto.

#### Coppa Europa
- 2 podi (nel bob a quattro):
  - 2 terzi posti.